# Pácin
Pácin là một thị trấn thuộc hạt Borsod-Abaúj-Zemplén, Hungary. Thị trấn này có diện tích 33,94 km², dân số năm 2010 là 1417 người, mật độ 42 người/km².